# Babylon, USA
Babylon, USA (Judy Berlin) est un film indépendant américain réalisé en 1998 par Eric Mendelsohn et sorti en 1999.

## Fiche technique
- Titre original : Judy Berlin
- Titre français : Babylon, USA
- Réalisateur : Eric Mendelsohn

## Distribution
- Edie Falco : Judy Berlin
- Barbara Barrie : Suzan "Sue" Berlin
- Bob Dishy : Arthur Gold
- Aaron Harnick : David Gold
- Madeline Kahn : Alice Gold
- Julie Kavner : Marie
- Marcia DeBonis : Lisa

## Récompenses et nominations
- Babylon, USA (Judy Berlin)
  - Prix (Directing Award), lors du Festival du film de Sundance en 1999.
  - Prix Tournage, lors du Festival du film d'Avignon en 1999.
  - Prix Golden Starfish Award (meilleur film américain indépendant), lors du Festival international du film des Hamptons en 1999.
  - Nomination au Grand Prix du Jury lors du Festival du film de Sundance en 1999.
  - Nominations du meilleur réalisateur et du meilleur scénariste au Chlotrudis Awards en 2001.
  - Nomination au Grand Prix du cinéma indépendant américain lors du Festival du cinéma américain de Deauville en 1999.
  - Nomination au Grand Prix lors du Festival international du film de Gand en 1999.
  - Nomination à l’Open Palm Awards pour le Gotham Awards en 1999.
  - Nomination pour le Film Independent's Spirit Awards avec Rocco Caruso, producteur, en 2000.
  - Nomination au Jury Award du meilleur film lors du Festival international du film de Newport en 1999.